# Joseph Platz
Joseph Platz (* 11. April 1905 in Köln; † 30. Dezember 1981 in Manchester (Connecticut), USA) war ein deutschamerikanischer Schachspieler.

## Schach
Platz spielte zunächst in Deutschland. In verschiedenen Turnieren besiegte er unter anderem Ludwig Engels, Georg Kieninger und Rudolf Spielmann. Im Jahre 1928 gewann er ohne Partieverlust in Karlsruhe das Turnier um die Rheinmeisterschaft. In den USA freundete er sich mit Emanuel Lasker an und spielte in den Jahren 1939 und 1940 mit ihm viele Trainingspartien.

## Leben
Platz absolvierte eine Bankausbildung und studierte danach Medizin. Als Arzt arbeitete er ab 1932 im Städtischen Krankenhaus in Offenburg. Auf Grund seiner jüdischen Herkunft floh er nach der Machtübernahme durch die NSDAP 1933 zunächst in die Schweiz und von dort aus nach New York. Hier arbeitete er an mehreren Krankenhäusern. Im Jahre 1952 zog er nach East Hartford. Seine beste historische Elo-Zahl betrug 2398. Diese erreichte er im August 1948. Platz war verheiratet mit Esther Platz.

## Werke
- Chess Memoirs. Chess Enterprises, Coraopolis 1979, ISBN 0-931462-02-9.

| Personendaten    | Personendaten                       |
| ---------------- | ----------------------------------- |
| NAME             | Platz, Joseph                       |
| KURZBESCHREIBUNG | deutschamerikanischer Schachspieler |
| GEBURTSDATUM     | 11. April 1905                      |
| GEBURTSORT       | Köln                                |
| STERBEDATUM      | 30. Dezember 1981                   |
| STERBEORT        | Manchester (Connecticut), USA       |